# مايكل سميث (رياضي)
مايكل سميث (بالإنجليزية: Michael Smith)‏ (و. 1990  م) هو رياضي، ولاعب دارت بريطاني، ولد في إنجلترا.

## روابط خارجية
- مايكل سميث على موقع DartsDatabase.co.uk (الإنجليزية)